# Ronnie en de Ronnies
Ronnie en de Ronnies was een Nederlandse band onder leiding van Amsterdammer Ronald Schutte alias Ronnie.

## Geschiedenis

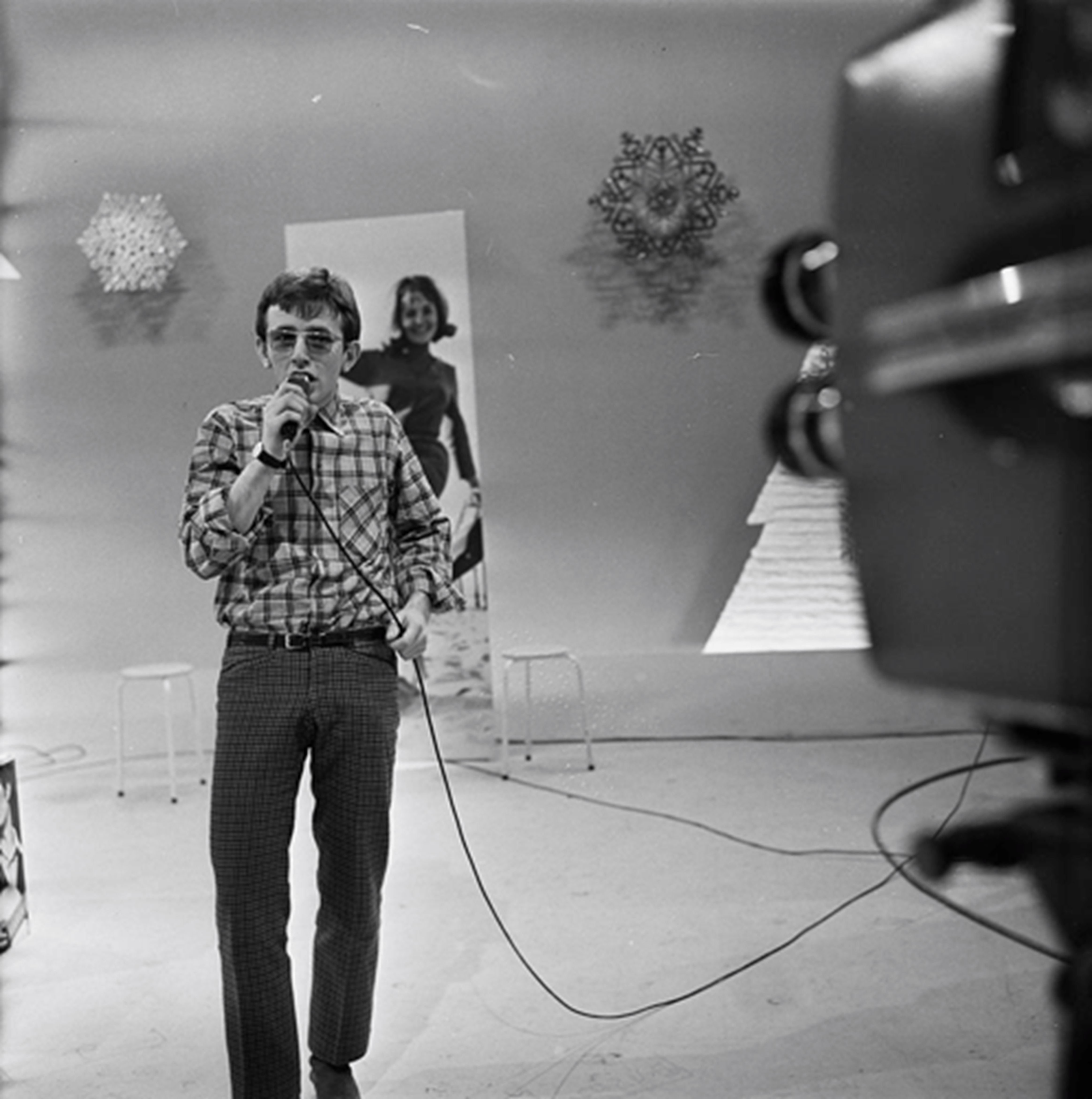
Ronnie solo (Fanclub, 1965)

Peter Koelewijn was het creatieve brein achter de band. De Ronnies bestonden in eerste instantie uit leden van de Utrechtse band The Jets, later werden dat zijn eigen Rockets.
Ze scoorden slechts één hit met het nummer Beestjes in 1967, een lied over delirium tremens. Deze single stond veertien weken in de Top 40 met als hoogste plek de dertiende positie. In de Parool Top 20 stond het nummer 5 weken in de lijst. De hoogste notering was #12. In 1970 werd nog een lp uitgebracht met de naam Wilde Ronnie.

## Hitnoteringen
| Single met eventuele hitnotering(en) in de Nederlandse Top 40 | Datum van verschijnen | Datum van binnenkomst | Hoogste positie | Aantal weken | Opmerkingen             |
| ------------------------------------------------------------- | --------------------- | --------------------- | --------------- | ------------ | ----------------------- |
| Beestjes                                                      | 1967                  | 27-05-1967            | 14              | 13           | #12 in de Parool Top 20 |
| Help help                                                     | 1967                  |                       |                 |              | Tip                     |
| Ikke Ga D'r Eentje Pikke                                      | 1968                  |                       |                 |              | Tip                     |

### NPO Radio 2 Top 2000
Van Ronnie en de Ronnies stond alleen Beestjes in 2000 in de NPO Radio 2 Top 2000, op plek 981.

## In populaire cultuur
- Het refrein van het lied Beestjes inspireerde de titel van een langlopend dierenprogramma op de Belgische Radio en Televisie: Allemaal Beestjes
- Het Nero (strip)album Allemaal Beestjes (1981) werd ook naar dit liedje genoemd.